# Вільгельміна Котт
Вільгельміна "Мінні" Ґерінджер-Котт (англ. Wilhelmina "Minnie" Geringer-Kott; 7 березня 1880 Перу, Іллінойс, США — 6 вересня 1994, Чикаґо, Іллінойс, США) — американська супердовгожителька, вік якої було підтверджено Групою геронтологічних досліджень (GRG). Із 7 травня 1994 року до моменту своєї смерті була найстарішою нині живою людиною в США.. Померла у віці 114 років, 183 дня.

## Життєпис
Вільгельміна Ґерінджер народилася 7 березня 1880 року (або 1879 року: вчені мають сумніви з приводу її року народження) в Перу, Іллінойс, США. Вона була третьою із 16 дітей Джорджа та Софії Ґерінджер. Її батько брав участь у Громадянській війні. У 1881 році вона переїхала з родиною у Бріджпорт, Чикаґо, де прожила майже все своє життя. Вільгельміна вступила в шлюб з Чарльзом Коттом у 1899 році. У 1940 році вона з чоловіком переїхала в район Авалон, а в 1966 році - в район Райтвуд, де жив її онук.
З віком Вільгельміна Котт осліпла через катаракту, поки у віці близько 100 років їй не прооперували одне око.
Після смерті Марґарет Скіт у травні 1994 року Котт стала найстарішим жителем США.
Вільгельміна Котт померла 6 вересня 1994 року у віці 114 років і 183 днів.
До останніх днів Вільгельміна Котт була джерелом різних історій для своєї сім'ї. Вона ніколи не пила і не курила, а також захоплювалася Чикаґо Вайт Сокс.